# José Enrique Machado
José Enrique Machado Hurtado (San Tomé, Estado Anzoátegui, 15 de julio de 1943 - Mérida, 30 de septiembre de 2022) fue un médico, político y profesor venezolano, senador al Congreso con el partido Acción Democrática (AD).

## Biografía
Machado estudió medicina y realizó una especialización en Urología en la Universidad de los Andes, siendo después profesor allí y coordinador del Postgrado Universitario de Urología hasta 2022. Fue dirigente del partido AD y presidente del Colegio de Médicos.
En 2015 criticó a la Mesa de la Unidad Democrática (MUD) por no realizar elecciones primarias para seleccionar a sus candidatos en Mérida.